# فالنتين سنجر
فالنتين سنجر (بالألمانية: Valentin Senger)‏ (و. 1918 – 1997 م) هو كاتب، وصحفي، وكاتب سير ذاتية ألماني، ولد في فرانكفورت، توفي في فرانكفورت، عن عمر يناهز 79 عاماً.

## وصلات خارجية
- فالنتين سنجر على موقع IMDb (الإنجليزية)
- فالنتين سنجر على موقع ميوزك برينز (الإنجليزية)

- فالنتين سنجر في قاعدة بيانات الأفلام على الإنترنت